# Stephen Fox
För andra betydelser, se Stephen Fox (olika betydelser).

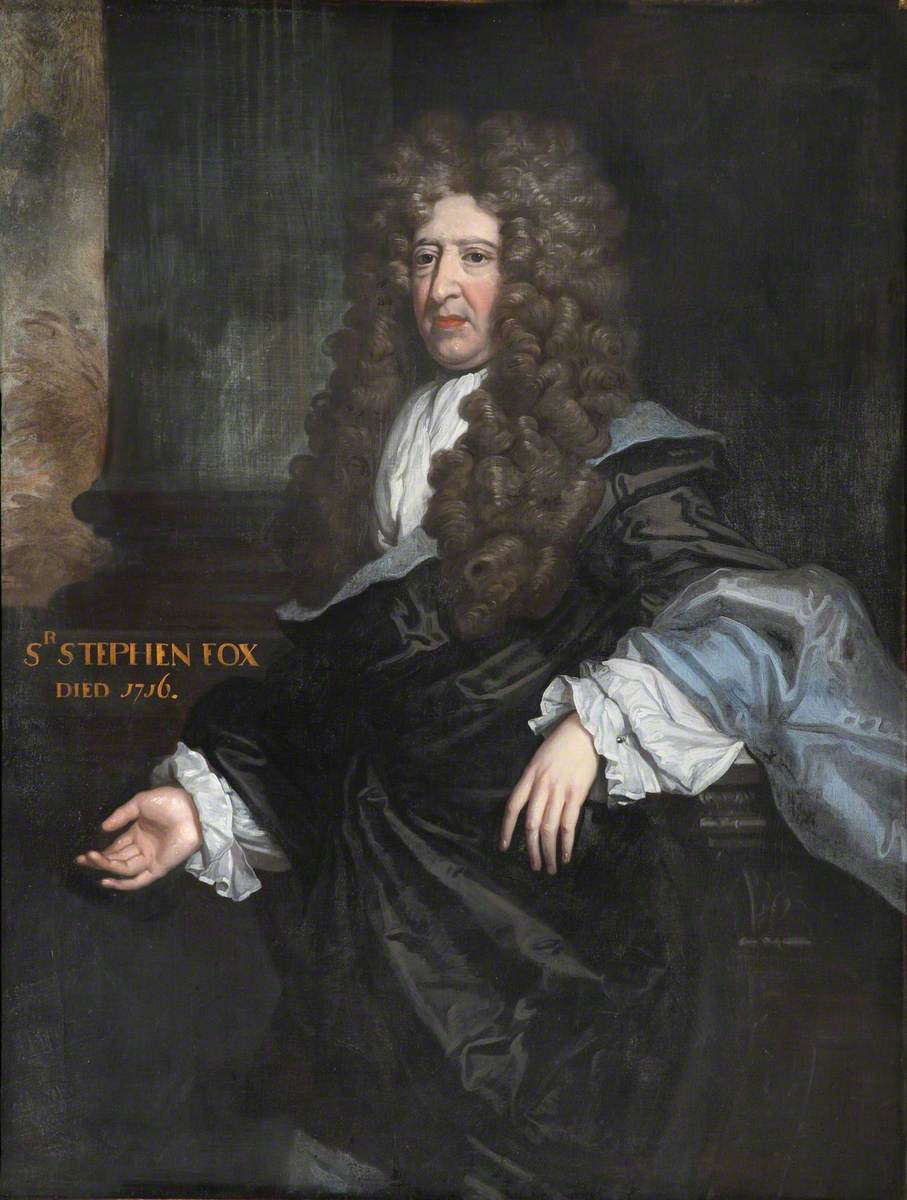
Stephen Fox.

Stephen Fox, född den 27 mars 1627, död den 28 oktober 1716, var en engelsk politiker, far till Stephen Fox-Strangways, 1:e earl av Ilchester och Henry Fox, 1:e baron Holland.
Fox hjälpte Karl II vid hans flykt ur England efter slaget vid Worcester, tillhörde under landsflykten hans husfolk samt utförde med skicklighet flera svåra uppdrag vid förberedelserna för restaurationen, efter vilken han belönades med ämbeten och adelskap (1665) samt valdes till medlem av parlamentet, som han tillhörde ännu på Georg I:s tid. 
Under sin långa civila ämbetsmannabana samlade han så småningom, dock aldrig genom oredliga medel, en betydande förmögenhet, av vilken han anslog stora summor till kyrkobyggnader samt upprättande av fattig- och sjukhus (bland annat grundade han det bekanta sjukhuset i Chelsea).